# Xestia darroensis
Xestia darroensis là một loài bướm đêm trong họ Noctuidae.